# Vila Josefa Auerbacha
Vila Josefa Auerbacha je dům, který stojí v Praze 5-Hlubočepích ve vilové čtvrti Barrandov na rohu ulic Barrandovská a Skalní. Dne 25. listopadu 1992 byla zapsána na seznam kulturních památek České republiky.

## Historie
24. října 1932 se správní rada společnosti Elektafilm rozhodla koupit na Barrandově dvě stavební parcely, které na katastrálním úřadu nechala spojit v jednu; celkem zaplatila 278 491 korun. 25. dubna 1933 se usnesla na vzniklém pozemku vystavět vilu. V její jedné části bydlel hlavní akcionář ElektaFilmu Josef Auerbach s rodinou; nájemní smlouva byla vystavena na manželku Olgu Auerbachovou. Druhá část vily byla určena jako reprezentační místnosti pro zahraniční zájemce o české filmy.
Při mobilizaci roku 1938 sloužila střecha domu jako dělostřelecká pozorovatelna. Po okupaci Československa Auerbach vilu prodal a s rodinou emigroval do USA.

## Popis
Vila s plochou střechou postavená ve svahu je ve směru do ulice dvoupodlažní, směrem do zahrady třípodlažní. Stavba na obdélném půdorysu s ustoupeným nárožím je doplněna balkony a terasami. Obytná terasa na ploché střeše je částečně kryta otevřenou pergolou. Uliční fasáda domu je puristicky čistá a doplněná pásovými okny v přízemí a prvním patře. Hlavní vstup krytý markýzou má po stranách travertinové obklady, travertin je též na soklu domu.
Ze zvýšeného technického podlaží je přístup na terasu, nad ní v druhém podlaží další terasa nesená na sloupech je přístupná z obytných prostor domu; tato terasa je se zahradou propojena vřetenovým schodištěm se zábradlím s drátěnými poli. Třetí nadzemní podlaží osvětluje pás obdélných trojdílných oken a je zde balkon s balkonovou stěnou. Další, zapuštěná terasa se nachází v boční dvoupatrové fasádě na jihozápadě domu, kde je kryta štítovou uliční zdí. Z ní vede přímé schodiště na obytnou terasu na ploché střeše vily.
Stavba má dochovanou většinu původních stavebních prvků: zábradlí teras (skleněné výplně v zaoblených kovových rámech), okna a dveře (kovové rámy), kování, kovové rošty rohožek a větracích mřížek (geometrické řešení) a také původní oplocení (drátěná pole na podezdívce).

## Zajímavosti
Roku 1939 se ve vile natáčela scéna filmu Kristián, ve které Adina Mandlová pozve Oldřicha Nového k sobě domů a před Jaroslavem Marvanem hrají manželský pár.